# Singapurisches Parlament
Das Parlament von Singapur ist ein Einkammerparlament nach dem Westminster-System mit 93 regulären Abgeordneten. Zusätzlich können bis zu 18 weitere Abgeordnete ernannt werden.

## Zusammensetzung und Funktion
Das Parlament besteht aus 93 regulär alle fünf Jahre direkt gewählten Abgeordneten. Daneben werden von einem Auswahlkomitee des Parlaments bis zu neun Nominated Members of Parliament (NMPs) ernannt, die keiner politischen Partei angehören dürfen und keinen bestimmten Wahlkreis repräsentieren. Die NMPs dürfen bei Haushaltsabstimmungen, bei finanzwirksamen oder verfassungsändernden Gesetzen, bei einem Misstrauensvotum gegen die Regierung oder die Einleitung eines Amtsenthebungsverfahrens des Präsidenten nicht an der Abstimmung teilnehmen. Ihre Amtsdauer beträgt 2,5 Jahre.
Überdies ernennt der Präsident bis zu zwölf bei der Wahl unterlegene Oppositionskandidaten, die Non-Constituency Members of Parliament (NCMPs), um eine ausreichende Repräsentation der Opposition im Parlament zu gewährleisten. Die Anzahl an NCMPs errechnet sich aus der Differenz von zwölf möglichen NCMPs und der Zahl der bei der Wahl erreichten Oppositionsmandate. Bis 2017 waren auch die NCMPs von den oben genannten Entscheidungen ausgenommen. Seit April 2017 besitzen die NCMPs das identische Wahl- und Mitbestimmungsrecht wie die regulär gewählten Abgeordneten.
Gemäß der Verfassung bestehen die Hauptaufgaben des Parlaments in der Kontrolle der Regierung und der Gesetzgebung. Beide Aufgaben relativieren sich jedoch angesichts der Verfassungswirklichkeit: So stehen zwar Kontrollinstrumente, wie etwa die Beantragung einer Fragestunde oder schriftliche Anfragen an die Regierung, zur Verfügung, diese werden jedoch kaum genutzt. Dies liegt einerseits an der Identität von Regierung und Parlamentsmehrheit, andererseits trägt das Fehlen einer starken Opposition zusätzlich zu einer unzureichenden Kontrolle bei. Hinsichtlich der Gesetzgebung sind Gesetzesinitiativen durch die Abgeordneten zwar prinzipiell möglich, stellen jedoch eine Ausnahme dar. Dass außerdem mit der Zeit zunehmend Rechtsetzungskompetenzen an die Regierung abgegeben wurden, sorgt dafür, dass viele Rechtsnormen außerhalb des Parlaments zustande kommen. Entsprechend erfüllt das Parlament vornehmlich andere Funktionen:
- „Legitimationsfunktion“ bzgl. des Verfahrens der Normsetzung
- „Kooptationsfunktion“ durch Einbindung der Opposition in eine Verfassungsinstitution
- „Feedback-Funktion“ durch Petitionsrecht der Bürger
- Integration von Minderheiten
- „Linkage-Funktion“ durch die Vermittlerrolle der Parlamentsmehrheitsabgeordneten zwischen Regierung und Wahlkreisebene

## Wahlsystem
Das allgemeine Männer- und Frauenwahlrecht wurde in Singapur 1959 eingeführt. Eine formelle Wahlpflicht besteht zwar seit 1963, deren Verletzung wird jedoch im Regelfall nicht geahndet.
Das aktive Wahlrecht haben alle Bürger Singapurs über 21 Jahren mit inländischem Wohnsitz, sofern sie nicht geisteskrank, zum Tode oder zu einer Freiheitsstrafe über zwölf Monaten oder wegen Wahlbetrugs verurteilt sind. Seit 2001 können auch Staatsbürger mit dauerhaftem Wohnsitz im Ausland in einigen Auslandsvertretungen ihre Stimme abgeben. Wählbar sind Bürger über 21 Jahren, die nicht geisteskrank, zahlungsunfähig oder illegal eingewandert sind und nicht unter Vormundschaft stehen. Mitglieder der Wahlkommission, Richter und Beamte dürfen nicht gleichzeitig Abgeordnete sein. Kandidaten müssen mindestens eine der vier Sprachen Malaiisch, Mandarin, Tamilisch oder Englisch lesen und schreiben können. Vor der Wahl müssen die Kandidaten eine Kaution in Höhe einer monatlichen Abgeordnetenentschädigung hinterlegen (im Jahr 2020 waren das 13.500 SGD), die den Bewerbern rückerstattet wird, die mindestens 12,5 % der Stimmen im entsprechenden Wahlkreis erhalten.
Die direkt gewählten Abgeordneten werden in 14 Einerwahlkreisen (single member constituency SMC) und 17 Mehrpersonenwahlkreisen (group representation constituency GRC) mit vier bis sechs Mandate, wobei einer der gewählten Vertreter der malaiischen, indischen oder einer anderen Minderheit angehören muss, direkt in relativer Mehrheitswahl gewählt. Ist ein Abgeordneter nicht in der Lage, sein Mandat bis zum Ablauf der Legislaturperiode auszufüllen, wird eine Nachwahl abgehalten.

Die demokratischen Grundsätze einer allgemeinen, gleichen, direkten und geheimen Wahl sind nur bedingt erfüllt. So sehen etwa manche Wahlbeobachter in der Nummerierung der Stimmzettel für die Regierung die Möglichkeit gegeben, individuelles Wahlverhalten nachvollziehen zu können. Auch eine Chancengleichheit der Kandidaten hinsichtlich Kandidatur und Wahlkampf ist nicht gegeben. Die Diskrepanz zwischen dem Stimmenanteil der Opposition und den ihr zugewiesenen Sitzen ist dem starken Disproportionseffekt des Wahlsystems, den Regelungen des Wahlkampfes und dem Zuschnitt der Wahlkreise („Gerrymandering“) zuzuschreiben. So erlangte die People’s Action Party (PAP) 2020 etwa 61 % der Stimmen, erhielt aber mit 83 rund 89 % der 93 regulären Sitze im Parlament. Letztlich ist festzustellen, dass die Parlamentswahlen der Regierungspartei PAP durchaus zugutekommen:
„Wahlen dienen in dreifacher Weise der Herrschaftssicherung der PAP. Erstens beruht die gesellschaftliche Akzeptanz ihrer Regierung auch auf der Bestätigung durch die Wähler (Legitimationsfunktion). Zweitens bekommt die Regierung durch das Abschneiden der Opposition ein Gespür für die Unterstützung der Wähler für ihre Politik (Informationsfunktion). Drittens kann die Opposition durch die Ernennung von Abgeordneten ohne Wahlkreis (NCMPs) in die Regimestrukturen eingebunden werden (Kooptationsfunktion).“

## Parlamentswahlen 2006
Die Parlamentswahlen 2006 fanden am 6. Mai statt. Das Parlament war am 20. April vorzeitig aufgelöst worden. Es waren die ersten Parlamentswahlen unter der Regierung von Premierminister Lee Hsien Loong, dem Sohn von Staatsgründer Lee Kuan Yew. 55 Kandidaten seiner People’s Action Party waren ohne Gegenkandidaten. Die Workers’ Party von Low Thia Khiang und die Democratic Alliance von Chiam See Tong stellten jeweils zwanzig Kandidaten auf, die Democratic Alliance von Chee Soon Juan sieben.
Wegen der Wahlpflicht ist die Beteiligung traditionell hoch, sie betrug 2006 94,01 %. Die Parteizusammensetzung des neuen Parlaments war identisch mit der des vorhergehenden 2001 gewählten.
| Partei                              | Stimmen | Sitze |
| ----------------------------------- | ------- | ----- |
| People’s Action Party (PAP)         | 747.860 | 82    |
| Workers’ Party of Singapore (WP)    | 183.604 | 1     |
| Singapore Democratic Alliance (SDA) | 145.902 | 1     |
| Singapore Democratic Party (SDP)    | 45.634  | 0     |

Zu den gewählten Abgeordneten kommen ein NCMP und neun NMPs, so dass die Gesamtzahl der Abgeordneten 94 beträgt.

## Parlamentswahlen 2011
Die Wahlen fanden am 7. Mai 2011 statt. Dabei ergab sich folgende Sitzverteilung:
| Partei                              | Stimmen   | Sitze |
| ----------------------------------- | --------- | ----- |
| People’s Action Party (PAP)         | 1.210.617 | 81    |
| Workers’ Party of Singapore (WP)    | 258.141   | 6     |
| National Solidarity Party (NSP)     | 242.369   | 0     |
| Singapore Democratic Party (SDP)    | 97.239    | 0     |
| Reform Party (Reform)               | 86.174    | 0     |
| Singapore People’s Party (SPP)      | 62.504    | 0     |
| Singapore Democratic Alliance (SDA) | 55.932    | 0     |
| Summe                               | 2.012.976 | 87    |
| Ungültige Stimmen                   | 44.714    |       |
| Nichtwähler                         | 292.913   |       |
| Gesamtzahl der Stimmberechtigten    | 2.350.873 |       |

Besonders knapp war die Situation im Wahlkreis Potong Pasir, der schon seit mehreren Wahlen an die Opposition ging. Die Vertreterin der SPP aus dem Jahre 2011, Lina Chiam, verpasste den Sieg um 114 Stimmen.

## Parlamentswahlen 2015
Die Wahlen zum Parlament wurden vorgezogen und fanden entsprechend schon am 11. September 2015 statt. Dabei ergab sich folgende Sitzverteilung:
| Partei                              | Stimmen   | Stimmen in % | Sitze |
| ----------------------------------- | --------- | ------------ | ----- |
| People’s Action Party (PAP)         | 1.576.784 | 69,86        | 83    |
| Workers’ Party of Singapore (WP)    | 281.697   | 12,48        | 6     |
| Singapore Democratic Party (SDP)    | 84.770    | 3,76         | 0     |
| National Solidarity Party (NSP)     | 79.780    | 3,53         | 0     |
| Reform Party (RP)                   | 59.432    | 2,63         | 0     |
| Singaporeans First (SingFirst)      | 50.791    | 2,25         | 0     |
| Singapore People’s Party (SPP)      | 49.015    | 2,17         | 0     |
| Singapore Democratic Alliance (SDA) | 46.508    | 2,06         | 0     |
| People’s Power Party (PPP)          | 25.460    | 1,13         | 0     |
| Independents                        | 2.779     | 0,12         | 0     |
| Summe                               | 2.257.016 | 97,95        | 89    |
| Ungültige Stimmen                   | 47.315    | 2,05         |       |
| Nichtwähler                         | 158.595   |              |       |
| Gesamtzahl der Stimmberechtigten    | 2.462.926 |              |       |

## Parlamentswahlen 2020
Die Wahlen zum Parlament wurden auch 2020 vorgezogen und fanden am 10. Juli 2020 statt. Dass die Wahlen trotz der anhaltenden Corona-Pandemie durchgeführt wurden, kritisierte die Opposition und verwies einerseits auf die Gefahren für die Bevölkerung und beklagte die Benachteiligung durch fehlende Wahlkampfveranstaltungen. Für die Regierungspartei PAP haben die Parlamentswahlen 2020 auch deshalb eine große Bedeutung, da innerhalb der Partei ein Machtwechsel des bisherigen Regierungschefs Lee Hsien Loong ansteht. Die Wahlbeteiligung lag bei 94 %.
Bei den Parlamentswahlen ergab sich folgende Sitzverteilung:
| Partei                              | Stimmen   | Stimmen in % (in angetretenen Wahlkreisen in Klammern) | Stimmen in % (insgesamt) | Sitze (+NCMP's) |
| ----------------------------------- | --------- | ------------------------------------------------------ | ------------------------ | --------------- |
| People’s Action Party (PAP)         | 1.524.781 | 61,24 (31)                                             | 61,24                    | 83              |
| Workers’ Party of Singapore (WP)    | 279.245   | 50,49 (6)                                              | 11,22                    | 10              |
| Progress Singapore Party (PSP)      | 253.459   | 40,85 (9)                                              | 10,18                    | 0 (+2)          |
| Singapore Democratic Party (SDP)    | 110.827   | 37,04 (5)                                              | 4,45                     | 0               |
| National Solidarity Party (NSP)     | 93.546    | 33,15 (2)                                              | 3,76                     | 0               |
| People’s Voice (PV)                 | 59.060    | 21,26 (3)                                              | 2,37                     | 0               |
| Reform Party (RP)                   | 54.505    | 27,84 (2)                                              | 2,19                     | 0               |
| Singapore People’s Party (SPP)      | 37.869    | 25,38 (2)                                              | 1,52                     | 0               |
| Singapore Democratic Alliance (SDA) | 37.179    | 33,83 (1)                                              | 1,49                     | 0               |
| Red Dot United (RDU)                | 31.191    | 23,67 (1)                                              | 1,25                     | 0               |
| People’s Power Party (PPP)          | 7.477     | 28,26 (1)                                              | 0,30                     | 0               |
| Unabhängige                         | 654       | 2,78 (1)                                               | 0,03                     | 0               |
| Summe                               | 2.489.793 |                                                        | 100                      | 93 (+2)         |
| Ungültige Stimmen                   | 45.772    |                                                        |                          |                 |
| Nichtwähler                         | 115.870   |                                                        |                          |                 |
| Gesamtzahl der Stimmberechtigten    | 2.651.435 |                                                        |                          |                 |

Eine Überraschung gelang der Opposition im Vierpersonenwahlkreis Sengkang, den die Workers’ Party mit 52,17 % der Stimmen gegen die People’s Action Party (41,9 %) für sich gewinnen konnte.
Am 14. Juli 2020 kündigte die Progress Singapore Party (PSP) als stärkste Oppositionspartei ohne Mandate und damit „best losers“ an, Leong Mun Wai und Hazel Poa als NCMPs ins Parlament zu entsenden.